# لرد آف د لاست
لرد آف د لاست (به انگلیسی: Lord of the Lost) گروه موسیقی آلمانی است.
آن‌ها نماینده آلمان در یوروویژن ۲۰۲۳ بودند.